# Социјално планирање
Социјално планирање или социјални инжењеринг сегмент је друштвеног развоја ради обезбеђења социјалног благостања и сигурности људи. Дефинише се као начин координације служби социјалне политике на локалном и регионалном нивоу, одређивањем циљева и приоритета, израдом рационалних програма, мобилизацијом доступних извора, имплементацијом и евалуацијом програма. То је програмирана друштвена акција усмерена на постизање оптималног односа између социјалних циљева и средстава за реализацију тих циљева која иду у правцу задовољавања и хуманизације животних потреба људи у оквиру одређене заједнице.